# Trissonchulus raskii
Trissonchulus raskii är en rundmaskart som först beskrevs av Benjamin G. Chitwood 1060.  Trissonchulus raskii ingår i släktet Trissonchulus och familjen Ironidae. Inga underarter finns listade i Catalogue of Life.